# Ardisia standleyana
Ardisia standleyana é uma espécie de planta da família Myrsinaceae. É encontrada na Colômbia, Costa Rica, Nicarágua e no Panamá.